# Promedio de Favre
El Promedio de Favre es el método de promedio ponderado por densidad, utilizado en flujos turbulentos de densidad variable o compresibles, en lugar del Promedio de Reynolds. El método fue introducido formalmente por el científico francés A. J. Favre en 1965, aunque Osborne Reynolds ya introdujo también el promedio ponderado por densidad en 1895. El promediado da como resultado una forma simplista para los términos convectivos no lineales de las ecuaciones de Navier-Stokes, a costa de complicar los términos de difusión.

## Variables promediadas de Favre
El promediado de Favre se realiza para todas las variables dinámicas excepto la presión. Para las componentes de velocidad, {\displaystyle u_{i}}, el promedio de Favre se define como
{\displaystyle {\widetilde {u_{i}}}={\frac {\overline {\rho u_{i}}}{\overline {\rho }}}}
donde la barra indica el promedio típico de Reynolds, la tilde denota el promedio de Favre y {\displaystyle \rho (\mathbf {x} ,t)} es el campo de densidad. La descomposición de Favre de los componentes de velocidad se escribe entonces como
{\displaystyle u_{i}={\widetilde {u_{i}}}+u_{i}''}
donde {\displaystyle u_{i}''} es la parte fluctuante en el promedio de Favre, que satisface la condición {\displaystyle {\widetilde {u_{i}''}}=0}, es decir, {\displaystyle {\overline {\rho u_{i}'}}=0}. La descomposición normal de Reynolds viene dada por {\displaystyle u_{i}={\overline {u_{i}}}+u_{i}'}, donde {\displaystyle u_{i}'} es la parte fluctuante en el promediado de Reynolds, que satisface la condición {\displaystyle {\overline {u_{i}'}}=0}. Las variables promediadas por Favre son más difíciles de medir experimentalmente que las promediadas por Reynolds, sin embargo, las dos variables pueden relacionarse de manera exacta si se conocen las correlaciones entre la densidad y la cantidad fluctuante; esto es así porque, podemos escribir
{\displaystyle {\widetilde {u_{i}}}={\overline {u_{i}}}\left(1+{\frac {\overline {\rho 'u_{i}'}}{{\overline {\rho }}\,{\overline {u_{i}}}}}\right).}
La ventaja de las variables promediadas de Favre se ve claramente al tomar el promedio normal del término {\displaystyle \rho u_{i}u_{j}} que aparece en el término convectivo de las ecuaciones de Navier-Stokes escritas en su forma conservada. Esto viene dado por
{\displaystyle {\begin{aligned}{\overline {\rho u_{i}u_{j}}}&={\overline {\rho }}\,{\overline {u_{i}}}\,{\overline {u_{j}}}+{\overline {\rho }}{\overline {u_{i}'u_{j}'}}+{\overline {u_{i}}}{\overline {\rho 'u_{j}'}}+{\overline {u_{j}}}{\overline {\rho 'u_{i}'}}+{\overline {\rho 'u_{i}'u_{j}'}}\\&={\overline {\rho }}{\widetilde {u_{i}}}{\widetilde {u_{j}}}+{\overline {\rho u_{i}''u_{j}''}}.\end{aligned}}}
Como podemos ver, hay cinco términos en el promediado cuando se expresa en términos de variables promediadas por Reynolds, mientras que sólo tenemos dos términos cuando se expresa en términos de variables promediadas por Favre.